# Payola
Vous lisez un « bon article » labellisé en 2009.
La payola est un ensemble de paiements faits par une maison de disques à des stations de radios pour que ces dernières diffusent en priorité les morceaux édités par cette maison afin d'augmenter leur exposition et leur classement dans les palmarès (listes de lecture ou comme le top 50).
À la suite de plusieurs scandales survenus aux États-Unis dans les années 1950, cette pratique est désormais considérée comme une forme de corruption sauf si la radio avertit ses auditeurs que la diffusion du morceau est due à un paiement de ce type.
Cette pratique est similaire à celle du pay to play dans le domaine des arts vivants, où les artistes paient un droit d'accès à une scène ou à une salle de spectacle, ainsi qu'aux primes de référencement pratiquées dans la grande distribution.
Le terme payola lui-même est un mot-valise des termes pay (payer) et Victrola, un des premiers lecteurs de 33 tours. Le terme lui-même est réputé avoir été introduit par le magazine Variety et devint d'usage courant pour désigner cette pratique hors des États-Unis au cours des années 1950.
La pratique de la payola ainsi que son étude concernent essentiellement les États-Unis. D'après Pascal Nègre, cette pratique n'aurait pas cours en Europe.

## Principe
La payola peut intervenir dans tout marché où le prix payé par l'acheteur excède le coût marginal du bien vendu. En effet, un vendeur a alors intérêt à payer certains consommateurs pour acheter son bien plutôt qu'un bien concurrent, tant que le prix payé moins ce paiement reste supérieur au coût marginal. Dans le domaine des industries culturelles, l'importance des coûts fixes, l'existence de prix conventionnels et la différenciation entre les produits fait que c'est pratiquement toujours le cas. Ainsi, dans le cas d'un disque, le temps de répétition d'enregistrement et de traitement des enregistrements est très nettement supérieur au coût de reproduction du morceau enregistré. Dans le cas d'enregistrements numériques, ce dernier coût est négligeable, ce qui conduirait dans un cadre de concurrence pure et parfaite à un prix nul.
L'incitation à subventionner certains acheteurs est renforcée quand la consommation du bien par un consommateur donné produit une externalité positive sur la demande du bien par les autres consommateurs. Ainsi, la diffusion d'un morceau de musique par une radio augmente les ventes de ce morceau sans coût supplémentaire ni pour la radio ni pour la maison de disques. De ce fait, les maisons de disques vont être tentées de payer les radios pour augmenter le nombre de diffusions des morceaux de leur catalogue.
De l'autre côté, la cible de la transaction est un individu qui a la capacité d'influencer l'inclusion de l'œuvre dans l'ensemble présenté par sa structure comme un disc jockey de radio ou un membre d'un comité éditorial. En acceptant un paiement, cet individu conduit à ce que la structure propose une sélection qui n'est pas la meilleure possible. Il détériore donc les profits de la structure (moins d'auditeurs vont écouter, puisque la liste de diffusion est moins bonne, donc moins de recettes publicitaires). Cependant, comme les biens culturels sont infiniment diversifiés, cet effet est faible. Un paiement faible suffit donc à influencer le choix, et la structure, dans la mesure où elle n'ampute que très peu son profit, n'a aucune raison de limiter ou renoncer à ce comportement. Quand c'est la structure elle-même qui reçoit le paiement, il suffit que ce dernier soit supérieur à la perte (faible) de revenus.

## Historique

### Lapayolaavant la musique enregistrée
La payola devient intéressante dès que l'offre d'œuvres pouvant être jouées excède nettement le nombre d'œuvres effectivement jouées. Cette pratique est documentée au Royaume-Uni et aux États-Unis dès la fin du XIXe siècle. Les éditeurs de partition employaient alors des song-pluggers, qui avaient pour rôle de faire le tour des bars et des scènes musicales et d'inciter les groupes à jouer la musique publiée par leur employeur, contre rétributions en monnaie ou en nature (boissons, mise en place d'une claque). Faire connaître une nouvelle chanson vers 1900 coûtait approximativement 1 300 $, une somme importante à l'époque.
Dans ce marché, les artistes les plus connus étaient en mesure de demander des paiements très importants. Face à cette inflation, les éditeurs de musique, sous l'impulsion des plus petits d'entre eux, qui ne disposaient pas des moyens d'accéder aux artistes majeurs, fondèrent la MPAA en 1917. Ce cartel, épaulé par le magazine Variety (qui voyait dans la payola une concurrence à ses pages publicitaires) eut un succès mitigé dans son combat contre la payola. S'il ne parvint pas vraiment à détecter et punir les infractions à l'interdiction de la payola par ses membres, il convainquit les gérants de salles de spectacle que cette pratique dégradait la qualité des choix de chansons au point de réduire l'ampleur et la disposition à payer de leur clientèle.
En 1934, les song-pluggers, dont les intérêts avaient été écornés pas les initiatives de la MPAA, créèrent leur propre syndicat afin de limiter l'usage de la payola en faveur de pratiques plus complexes (démonstrations, réseau de relations) qui justifiaient leur emploi et leur salaire.

### Payola, radio et télévision

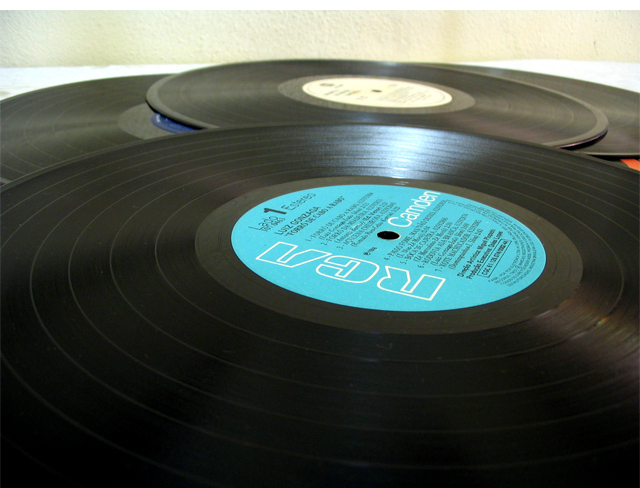
L'émergence du disque microsillon, dont les ventes étaient très liées aux diffusions radiophoniques, donna une importance accrue au phénomène de payola

Avec l'avènement de la musique enregistrée et de la diffusion radiophonique, la cible de la payola passe de l'artiste à la radio, cette dernière ayant un rôle essentiel dans le succès des disques. Le type de payola le mieux documenté est celui qui avait cours aux États-Unis dans les années 1950 aboutissant en 1960 à une large interdiction de cette pratique.
Le « scandale » le plus connu lié à la payola implique l'animateur Dick Clark et son arrivée aux commandes de l'émission American Bandstand, diffusée d'abord par une télévision de Philadelphie, puis à l'échelle nationale par le réseau ABC. Le succès de l'émission était tel que les chansons qui y étaient diffusées voyaient la plupart du temps leur vente substantiellement augmenter, et les auditeurs des radios locales demandaient ensuite à ces radios de diffuser ces mêmes chansons. Quand Clark reprit Bandstand, son prédécesseur détenait une maison de disques qui devait une large partie de son succès à la capacité de promotion de l'émission. Clark accepta de toucher 25 % de la redevance de l'éditeur en échange de la promotion d'une chanson dans son émission (un arrangement alors commun pour les DJ de la région de Philadelphie). Clark étendit considérablement le système en créant une entreprise-écran qui recevait les droits et collectait les redevances pour son compte. De plus, les artistes apparaissant dans l'émission étaient contraints de verser leur cachet à cette entreprise, ou de laisser leur label le faire pour eux.
Avec le rachat de l'émission par ABC, le système prit une ampleur encore plus considérable, insérant dans le système le label détenu par ABC ainsi que les différentes branches des activités de Clark : labels de disques, gestion d'artistes, usine d'impression de disques, Clark favorisant les labels faisant appel à cette usine. Un des bénéficiaires de ce système fut Duane Eddy, qui fit de nombreuses apparitions dans Bandstand, ce qui favorisa considérablement son début de carrière.
Si l'ampleur du système mis en place par Clark était exceptionnelle, à la mesure de son pouvoir de prescription, la quasi-totalité des disc jockeys de l'époque faisaient peu ou prou de même. Le faible nombre de nouveaux morceaux diffusés par rapport à la quantité de propositions assurait que personne d'autre ne se penchait sérieusement sur le mode de sélection, faute de temps et de moyens techniques pour accéder aux morceaux n'atteignant jamais les ondes d'une radio d'importance. Alors que les grands labels pouvaient peser par leur réputation sur ces choix, la payola était le moyen privilégié pour les indépendants d'accéder à une diffusion nationale. Au cours des années 1950, la pratique fut encore renforcée par l'émergence de classements du type top 50, au bénéfice des radios prises en compte dans le classement.

### Interdiction, renaissance et chute de lapayola: 1960 - 1990
En réponse aux divers scandales impliquant ce type de pratiques, les radios retirèrent le choix des morceaux aux DJ, pour transférer cette décision aux cadres. Or, si les DJ sont contraints à faire des choix innovants pour assurer leur réputation, la carrière des cadres est essentiellement liée à la seule audience de la radio. Ce transfert eut donc pour conséquence de réduire la recherche par les radios d'artistes et de genres nouveaux, au grand détriment de l'innovation musicale et des petites maisons de disques.
De l'autre côté du marché, le Federal Bribery Act de 1960 limitait explicitement le recours à la payola. Il eut pour conséquence une augmentation importante des dépenses de promotion des maisons de disques, qui avaient désormais recours à un nombre important de représentants tâchant de convaincre les cadres responsables des programmes de prendre leurs chansons. En outre, la loi de 1960 présentait plusieurs lacunes. En particulier, la payola n'était interdite qu'aux maisons de disques. Des promoteurs indépendants pouvaient donc, en toute légalité, y avoir recours. Les radios prirent ainsi l'habitude de suivre les recommandations de ces promoteurs indépendants, et les maisons de disques firent de leur mieux pour entretenir de bonnes relations avec ces derniers.
La pratique de la payola continua ainsi, d'abord de manière confidentielle au cours des années 1970, puis de manière de plus en plus appuyée au cours de la décennie suivante. Les maisons de disques introduisirent en effet une rémunération incitative des promoteurs, leur payant une prime chaque fois qu'une radio ajoutait une de leurs chansons à son programme. Ces primes augmentèrent très rapidement. Partant de 500$, elles atteignirent rapidement 3000$ par chanson. Cette augmentation eut pour double conséquence d'une part d'attirer dans la profession des promoteurs aux méthodes musclées, probablement liés au crime organisé, et d'autre part une collusion entre les promoteurs. Ceux-ci se sont partagé les différentes radios, faisant de chacune la chasse gardée d'un promoteur particulier. Le résultat fut ainsi un mécanisme d'extorsion organisé, qui absorbait en 1985 entre 60 et 80 millions de dollars, pour un secteur faisant 200 millions de dollars de profits.
Différentes tentatives de la part des grandes maisons de disques de mettre fin à cette pratique échouèrent face à la capacité des promoteurs à exclure totalement des ondes les titres des maisons peu coopératives. Les maisons recevaient en outre peu de soutien de la part des artistes, indifférents au partage des rentes entre les maisons de disques, les promoteurs et les radios. Ce fut finalement la révélation par des journalistes d'investigation des liens entre promoteurs indépendants et crime organisé qui permirent aux maisons de disques de coordonner leurs efforts pour faire cesser leurs relations avec ces derniers.

### Depuis les années 1990
Face à une offre de nouveaux morceaux qui dépasse considérablement les capacités d'absorption des radios, tout intermédiaire capable de proposer une sélection raisonnable propose un service de valeur à ces dernières. De ce fait, les promoteurs indépendants restent le point d'accès fondamental d'un morceau aux listes de diffusion des radios aux États-Unis. E. Boehlert estime ainsi que les maisons de disques paient aux promoteurs indépendants plus de trois millions de dollars chaque semaine. Aux États-Unis, un millier de stations comptent pour le classement d'une chanson. Chaque station ajoute trois nouveaux titres chaque semaine, et les promoteurs reçoivent 1000 $ en moyenne par ajout. Lancer un nouveau titre représente donc pour une maison de disques un investissement variant entre 100 000 et 250 000 dollars, une somme considérable pour une petite maison de disques. Ces pratiques n'enfreignent pas la législation en vigueur dans la mesure où les promoteurs paient aux radios un droit d'accès fixe, considéré comme un service promotionnel acheté à la radio, et non des sommes liées au nombre de chansons diffusées.
Contrairement aux années 1980 toutefois, certains de ces promoteurs indépendants sont organisés en grandes compagnies, qui contrôlent l'accès à des groupes de médias importants. Ces derniers, à l'image de Clear Channel Communications, peuvent avoir des relations formalisées avec de telles compagnies de promotion. En amont, les sommes payées par les maisons de disques pour assurer la diffusion de leurs chansons font partie intégrante des contrats signés avec les artistes. Le plus souvent, elles sont décomptées des royalties que perçoivent les artistes, ce qui indique qu'elles font partie des pratiques officielles du secteur.
En 2005, Eliot Spitzer, alors procureur général de l'État de New York lance une série d'actions judiciaires contre des maisons de disques soupçonnées de contourner la législation en employant de fait des promoteurs présentés comme indépendants. Sony BMG Music Entertainment (juillet 2005), Warner Music Group (novembre 2005) et Universal Music Group (mai 2006) concluent un arrangement avec l'État de New York, payant respectivement dix, cinq et douze millions de dollars au bénéfice de programmes d'éducation musicale, le cas d'EMI restant en suspens,.
À la suite de ces affaires la Federal Communications Commission établit que le recours à des promoteurs indépendants constituait une violation de la loi condamnant la payola. Quatre des principales compagnies de radiodiffusion (Clear Channel Communications, CBS Radio, en:Entercom Communications et Citadel Broadcasting) acceptent de payer une amende de 12 millions de dollars et des restrictions supplémentaires pour trois ans, mais sans admettre avoir commis une faute. Les mêmes compagnies conclurent en outre un accord avec les maisons de disques indépendantes et avec les musiciens locaux leur réservant un temps d'antenne particulier.

### Payolaet streaming
Avec le développement du Streaming, des cas de payola ont été révélés par Billboard en 2015, à travers le paiement de créateurs de playlists à forte audience pour l'intégration de titres spécifiques dans ces listes de lectures. Pour prévenir cela, Spotify a par exemple modifié ses conditions générales d'utilisation pour interdire aux usagers d'« accepter toute indemnisation, financière ou autre, afin d’influencer le nom d’un compte ou d’une playlist ou le contenu d’un compte ou d’une playlist ». En novembre 2020, Spotify offre aux musiciens et labels discographiques la possibilité d'être davantage mis en avant dans certaines playlists personnalisées de ses abonnés, en échange d'une ristourne sur les droits que Spotify doit leur reverser. La proposition peut être interprétée comme une forme indirecte et actualisée de payola.

## Analyse économique de lapayolaet de son interdiction
Pour l'opinion publique et la législation américaine, la payola est une forme de corruption qui nuit à la fois au public, à qui les radios ne proposent pas un choix de morceaux fondé sur leur seule qualité, et aux petites maisons de disques, dont les capacités de paiement sont plus limitées. L'analyse économique de ce phénomène met en évidence des effets plus ambigus qui interrogent le bien-fondé de son interdiction.
Dans les autres secteurs économiques, le phénomène désigné sous le nom de payola est inclus dans celui des marges arrière sous la forme d'une prime de référencement. Le fabricant d'un bien paie alors une somme (fixe dans le cas de la prime de référencement) au distributeur pour que celui-ci accepte de proposer le bien sur ses linéaires ou d'en améliorer le positionnement. Si des abus de position dominante ont pu être mis en évidence dans certains secteurs, cette pratique est le plus souvent légale, correspondant à un service de promotion de la part du distributeur. La littérature sur la payola met en évidence dans le cas des radios musicales une exacerbation des problèmes liés aux primes de référencement, la radio jouant plus qu'un distributeur de bien physique un rôle de sélection et de prescription des biens proposés.

### La barrière à l'entrée
Du point de vue de l'économie, l'effet sur les petites maisons de disques représente une barrière à l'entrée, qui nuit à l'innovation musicale et à la découverte de nouveaux talents dès lors que les petites maisons proposent des morceaux au moins aussi intéressants que ceux des grandes compagnies. Les grandes maisons sont capables de mobiliser des sommes beaucoup plus importantes que les petites pour assurer des diffusions nombreuses à leurs morceaux, et à des moments stratégiques. De plus, l'organisation industrielle du secteur en oligopole à frange met en évidence une spécialisation des différentes parties prenantes, les petites maisons effectuant un travail de détection des nouveaux genres et des nouveaux talents, tandis que les grandes compagnies font essentiellement de la promotion d'artistes déjà en partie établis. Du fait de cette spécialisation, la payola est particulièrement dommageable pour l'activité de recherche et développement du secteur.
Toutefois, selon Richard Caves, les dépenses de promotion indirecte (dîners où les directeurs de radios sont invités, événements, publicité conventionnelle) sont nettement plus coûteuses que des paiements directs pour le même résultat, ce qui handicape les petites maisons encore plus qu'un système de payola. De ce fait, l'interdiction de cette pratique conduirait à rendre plus fortes encore les barrières à l'entrée et les inégalités qu'elle prétend corriger. Caves met ainsi en relation l'interdiction de la payola en 1960 et la disparition de nombreux éditeurs de rhythm and blues au cours de la décennie suivante.

### Le problème de la sélection
L'autre argument essentiel d'opposition à la payola est l'idée selon laquelle la sélection de titres altérée par cette pratique serait moins bonne qu'une sélection reposant uniquement sur les choix de DJ. Soucieux de se construire ou de maintenir une réputation d'originalité et de découvreurs de talents, ces derniers sont en effet incités à proposer des listes adaptées aux goûts de leur auditoire tout en introduisant régulièrement des artistes innovants. Accepter des morceaux à la suite d'un paiement conduit à s'écarter de l'un et l'autre de ces objectifs.
Ronald Coase considère cependant que l'accès aux listes de diffusion est une ressource rare, et donc qu'un système de marché tel que l'instaure la payola devrait conduire à une allocation efficace de cette ressource, d'autant plus que ce type de pratique est parfaitement légal dans le domaine de la distribution de biens matériels. De nombreux auteurs s'entendent pour dire qu'une diffusion fréquente et prolongée d'un morceau, si elle lui donne une chance, n'est en rien une condition nécessaire pour que le morceau soit un succès. Ce dernier repose sur d'autres mécanismes d'adoption et de bouche-à-oreille que les éditeurs de musique et les radios contrôlent mal. De ce fait, la disposition d'une maison de disques à payer pour la diffusion fournirait simplement un signal informatif sur la confiance qu'elle accorde à un morceau donné, sans pour autant entamer grandement les chances des morceaux concurrents. dans ce cadre, si la maison de disques est bien informée sur la qualité relative des différents morceaux qu'elle propose, un système de payola peut lui permettre de valoriser les morceaux qui le méritent le plus.
E. Boehlert critique pour sa part le parallèle avec la distribution de biens matériels. D'après lui, les radios ne sont pas les homologues des distributeurs. Ce rôle est joué par les magasins de disques. Les radios sont selon lui des plates-formes essentielles au fonctionnement du marché radiophonique. À l'appui de ce raisonnement, Richard E. Caves souligne que si chaque maison a une information sur ses morceaux, cette information est de mauvaise qualité, et très partielle, puisque limitée à son seul catalogue. Les DJ, en revanche, connaissent l'ensemble de l'offre et sont donc en position de faire un choix de meilleure qualité. En outre, de par leur position, les DJ gagnent en réputation à découvrir de nouveaux succès et des groupes originaux, ce qui favorise l'innovation musicale.

## Lapayoladans les autres industries culturelles

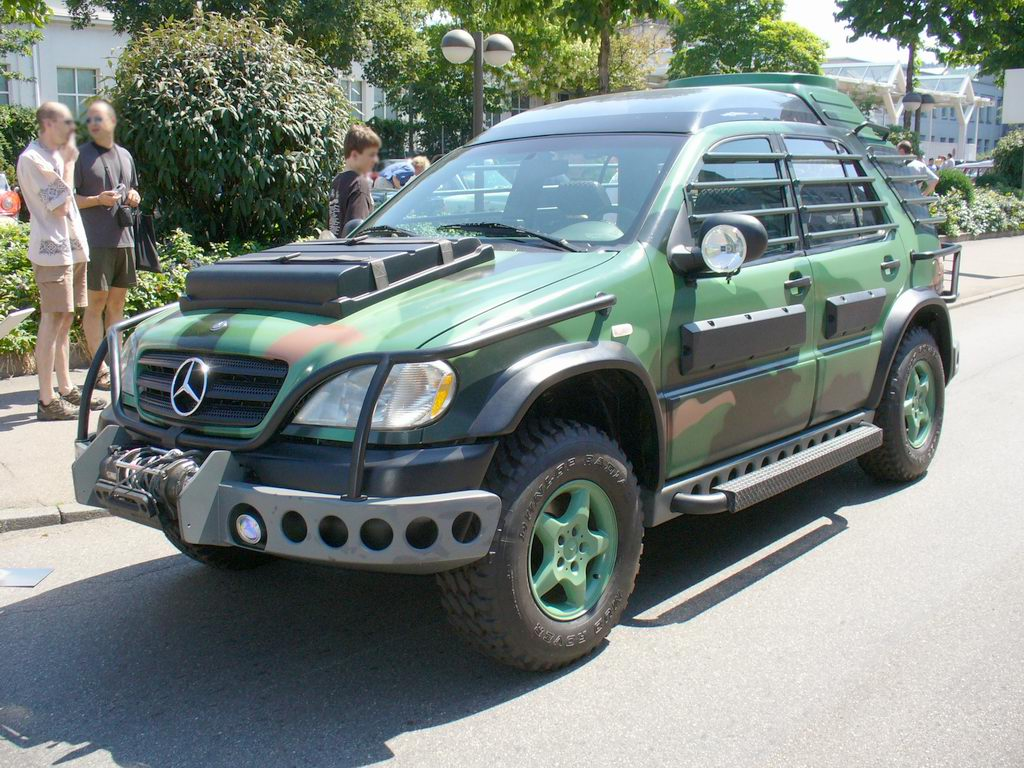
Mercedes ML. Le constructeur a payé un million de dollars pour que ce véhicule soit mis en valeur dans Le Monde perdu.

Les mécanismes essentiels entraînant la payola sont présents dans plusieurs autres secteurs culturels : musique live, livre, et introduction de promotions dans des œuvres de tous types, sans pour autant y être considérés comme illégaux. Ainsi, il n'est pas rare que des magazines spécialisés reçoivent gratuitement des produits ou des invitations à des présentations dans l'espoir qu'ils parlent favorablement du produit concerné. De même, l'accès à une salle de spectacle peut être subordonné au paiement par le label d'un groupe d'une partie du cachet ou l'achat à l'avance d'un grand nombre de places. Hormis la musique, les deux principaux domaines des phénomènes du type payola sont le cinéma et la librairie.
Un film attire en effet une audience importante, et de nombreux produits de consommation sont susceptibles d'apparaître à l'image. C'est l'occasion de fournir une publicité potentiellement considérable pour les produits ainsi mis en avant, et les fabricants sont prêts à payer pour faire figurer leurs produits dans des films. Le paiement peut aller de la mise à disposition gratuite à des contrats importants. Mercedes-Benz a versé un million de dollars à la production du Monde perdu pour qu'y apparaisse sa Mercedes ML.
L'achat de livres relève souvent de l'achat d'impulsion si bien que la mise en avant des titres sur les tables, en vitrine ou sur des présentoirs favorise considérablement les ouvrages qui en bénéficient, jouant dans l'économie du livre un rôle similaire aux listes de diffusion radiophoniques. Les grandes chaînes de librairies peuvent ainsi offrir aux éditeurs de vastes campagnes de promotions coordonnées. Ainsi, le libraire Barnes & Noble facture entre 1 700 $ et 10 000 $ la mise en évidence d'un titre dans toutes ses librairies. Dans d'autres cas, le paiement prend la forme d'une réduction du prix de gros, qui augmente directement les profits du libraire dans tous les pays à régime de prix unique. D'après Randy Kennedy, la payola pour l'accès aux tables des libraires est pratiquement universelle dans la vente de livres de détail aux États-Unis mais fait l'objet d'une forme de loi du silence de peur d'entamer la crédibilité des sélections présentées par les libraires.

## Fusions verticales et internalisation de lapayola
Les phénomènes d'intégration verticale dans les industries culturelles conduisent à une internalisation des relations de payola. Un producteur de contenu, par exemple Walt Disney Pictures peut facilement obtenir un accès privilégié à la chaîne de télévision ABC, également détenue par The Walt Disney Company. Une telle préférence accordée aux produits d'un même groupe est en effet rentable tant que la perte d'audience due à la sélection de produits « maison » moins bons que ceux qui auraient pu être diffusés n'induit pas une perte des recettes publicitaires plus importante que l'économie en termes de coûts de promotion des produits « maison » diffusés (y compris la payola qu'il aurait fallu payer à une autre chaîne pour faire diffuser le film). Cette internalisation fait partie des synergies attendues lors des fusions constituant de grands groupes médiatiques, et contribue à rendre le phénomène de payola plus difficile à appréhender.

#### Travaux académiques
- (en) R. H. Coase, « Payola in Radio and Television Broadcasting », Journal of Law and Economics, The University of Chicago Press, vol. 22, no 2,‎ octobre 1979, p. 269-328 (lire en ligne)
- (en) Richard E. Caves, Creative Industries, Contracts between arts and commerce, Harvard, Harvard University Press, 2002 (ISBN 0-6740-0808-1) Chapitre 18, "Payola", p. 286 - 296.
- (en) V. A. Ginsburgh, David Throsby, Handbook of the Economics of Art and Culture, vol. 1, Amsterdam/Boston Mass., North-Holland, coll. « Handbooks », 11 novembre 2006, 1400 p. (ISBN 978-0-444-50870-6), 7: Cultural Industries, « Chapter 20: Rockonomics: The Economics of Popular Music », p. 667-719Le manuel de référence en termes d'économie de la culture. Le chapitre rédigé par Marie Connolly et Alan B. Krueger traite de la payola dans sa section 8.4, p. 702-706.

#### Articles de presse
- (en) Cliff Doerksen, « Broken Record », New York Times,‎ 29 juillet 2005 (lire en ligne)
- (en) Daniel Gross, « What's Wrong With Payola? », Slate,‎ 27 juillet 2005 (lire en ligne)

#### Sources web
- DK Peneny, « Payola - The paying of cash or gifts in exchange for airplay. » (consulté le 4 décembre 2008)